# استان موانزا

موقعیت استان موانزا در نقشه تانزانیا

موانزا یکی از استانهای کشور تانزانیا می‌باشد. مرکز این استان شهر موانزا می‌باشد که دومین شهر تانزانیا نیز محسوب می‌شود.
همسایگان این استان شامل استان کاگرا از غرب، استان شینیانگا از جنوب و استان مارا از شرق می‌باشند و علاوه بر همه اینها دریاچه ویکتوریا مرزهای شمالی این استان را شکل می‌دهد.
کمیسیونر منطقه‌ای این استان آقای لیبراتوس بارلو می‌باشد.
بر پایه نتایج سرشماری عمومی نفوس و مسکن که در سال ۲۰۰۲ توسط دولت تانزانیا انجام شد جمعیت این استان چیزی بالغ بر ۲٫۹۴۲٫۱۴۸ می‌باشد که اخیراً این جمعیت تا مرز بیش از ۳٫۰۰۰٫۰۰ نفر افزایش پیدا کرده‌است.
مساحت این استان ۱۹٫۵۹۲ کیلومتر مربع می‌باشد.

## شهرستان ها

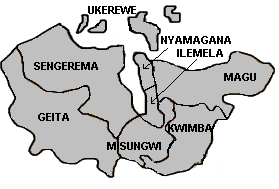
شهرستان‌های تابعه استان موانزا

استان موانزا به لحاظ اداری و مدیریتی به هشت شهرستان تقسیم شده‌است. شهرستانهای:
- شهرستان گیتا
- شهرستان ایلملا
- شهرستان کاویمبا
- شهرستان ماگو
- شهرستان میسونگوی
- شهرستان انیاماگانا
- شهرستان سنگرما
- شهرستان یوکروه